# Солодухин, Василий Иванович
Василий Иванович Солодухин (1878—1942) — русский военный, полковник российской армии и комбриг РККА.

## Биография
Родился в 1878 году в православной семье. Служил в 311-м пехотном Челябинском полку – (ВП от 10.06.1904), участник Русско-японской войны 1904 – 1905 гг.
На 1 января 1909 года — поручик 85-го пехотного Выборгского полка. 
Штабс-капитан. На 6 декабря 1914 года — исполняющий должность столоначальника ГУГШ, числясь по армейской пехоте. Капитан (пр. 06.12.1914; ст. 05.09.1913).
Участник Первой мировой войны в составе 85-го пехотного Выборгского полка. Командовал ротой и батальоном того же полка (до 26.06.1916). Подполковник (пр. 1915). Полковник (ст. 26.11.1915). Командир 95-го пехотного Красноярского полка (с 26.06.1916). На 12 января 1917 года находился в том же чине и должности.
Служил в РККА.
Начальник 1-й Новгородской пехотной дивизии (02.07.1918-20.09.1918). 
Начальник 19-й стрелковой дивизии (12.11.1918-27.04.1919).
Начальник Литовской стрелковой дивизии (05.05.1919-21.05.1919).
Был начальником 4-й стрелковой дивизии (12.06.1919-08.10.1920). Участвовал в боях на внутреннем фронте в Белоруссии, против войск генерала Юденича (август-ноябрь 1919) и поляков (1920). В период с 18.11.1921 по 10.02.1922 был командиром 2-й стрелковой дивизии. По некоторым данным Солодухин был командиром и 3-й стрелковой дивизии.
В годы после Гражданской войны — комбриг (приказ 00343/п от 13.03.1936).
Участник Великой Отечественной войны. Умер от ран 5 мая 1942 в 4112 ЭГ. Место захоронения: г. Алматы, городское кладбище. Захоронение: 86402725 . 

## Награды
- Награждён орденом Св. Георгия 4-й степени (26 сентября 1916, за отличие в 85-м пехотном Выборгском полку) и Георгиевским оружием (12 января 1917; за отличие в том же полку).
- Также награждён орденом Св. Анны 2-й степени с мечами (1916), Высочайшим благоволением (6 сентября 1916, за боевые отличия) и орденом Красного Знамени (приказ РВСР 1920, № 372).[5]